# يسرى البدوية

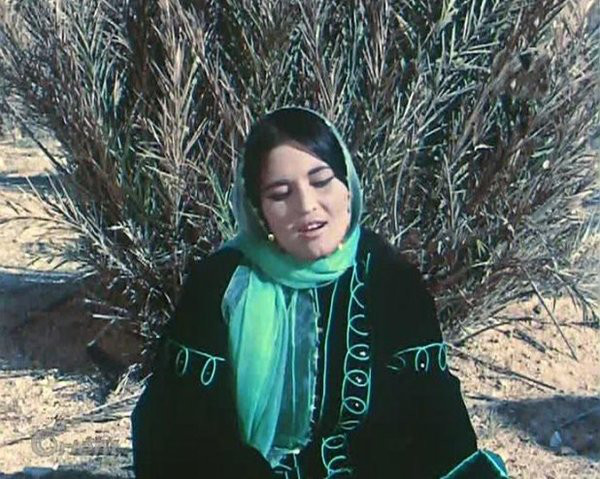
يسرى البدوية

يسرى البدوية أو يسرا البدوية (بالإنجليزية Yousra Albadawya)، مغنية وممثلة سورية، اشتهرت في خمسينيات وستينات القرن العشرين.

## حياتها
نشأت يسرى في حي الشيخ طه في مدينة حلب، وهي ابنة عائلة مشهورة في الغناء البدوي والفراتي.
وتوفيت في دمشق، في 30 تموز/يوليو 2011

## المهنة
كانت أولى مشاركاتها في فيلم مرحبا أيها الحب، وشاركت في الأفلام التالية:
- مرحبا أيها الحب عام 1962
- عقد اللولو (فيلم) عام 1964
- لقاء في تدمر (فيلم)، عام 1965

حيث غنت أغنية مكتوب على سيوفنا (كلمات عمر الحلبي - ألحان سهيل عرفة - غناء يسرا البدوية) وأغنية عشقنا غريب (كلمات عمر الحلبي - ألحان سهيل عرفة - غناء يسرا البدوية)

## روابط خارجية
- أغنية عشقنا غريب، على موقع يوتيوب.